# اكمة حبيش (تعز)
اكمة حبيش هي إحدى قرى الجمهورية اليمنية. وهي تتبع جغرافيًا لمحافظة تعز. وإداريًا لمديرية المسراخ. يبلغ تعداد سكانها 4282 نسمة حسب الإحصاء الذي أجري عام 2004.